# Schaafenkotten (Haan)
Der Schaafenkotten ist ein altes Wohnhaus (Kotten) und ein Ortsteil zwischen der Breidenmühle und der Brucher Mühle in Haan an der Itter in
der Gemeinde Haan in Nordrhein-Westfalen auf der rechten Seite der Itter (auch Itterbach), die durch die Stadt fließt.

## Geschichte
Schon im Jahre 1715 stand an dieser Stelle ein Kotten. Um 1900 herum ging der Kotten in den Besitz der Familie Grah über. Um 1905 wurden die Rasiermesserschleifer Fritz Grah und sein Bruder als Besitzer genannt. Zu diesem Zeitpunkt wurden im Kotten außer Rasiermessern auch große Messer geschliffen. Die Schleifsteine wurden von einem hölzernen oberschlächtigen Wasserrad angetrieben.
Im Erdgeschoss des Kottens wurde am großen Stein gearbeitet, im Obergeschoss befanden sich die Schleifstellen mit kleineren Schleifsteinen und die Pließtstellen. Das große Wasserrad – mit ca. 6 Metern Durchmesser – wurde vermutlich in den 1970er Jahren abgebaut.
Bis 1949/50 war Max Schmidt Eigentümer des Kottens. 1926 brachte man ein neues Treppenhaus seitlich am Schleifkotten an. Bis dahin gab es im Haus nur eine schmale Stiege. Im Juni 1946 verursachte ein Hochwasser große Zerstörungen an der Wehranlage des Kottens. Da der Schleifbetrieb trotz Stromanschluss immer noch mit Wasserkraft lief, erfolgten unverzügliche Instandsetzungsmaßnahmen. Nachfolger des Eigentümers Schmidt wurde eine Düsseldorfer Fischhandlung. In der Zeit 1965–70 züchtete der Eigentümer am Schaafenkotten Karpfen sowie vorübergehend Nerze. 1970 kaufte ein Künstler den Schaafenkotten und gestaltete das Gebäude in ein Wohnhaus um. Ab 1971 hatte er dort sein Atelier.
1990 und 1996 wechselten die Eigentümer erneut. Sie setzen die alte Wasserkraftanlage wieder in Gang. Das aus der Itter in den Obergraben abgeleitete Wasser betrieb nun eine Turbine zur Stromerzeugung, die in dem separaten Raum neben dem Wohnhaus untergebracht ist, wo sich ursprünglich das Wasserrad befand.
Heute besteht das Wasserkraftwerk nicht mehr. Seit 2010 führte der Obergraben kaum noch Wasser. Inzwischen wächst an dieser Stelle Gras und der ehemalige Sperrschutz des Damms ist nur noch ein Brett in der Landschaft. Der Obergraben wurde zugeschüttet und planiert. An seiner Stelle befindet sich nun ein neuer Zufahrtsweg zum Schaafenkotten.